# مقاطعة واشنغطون (إلينوي)
مقاطعة واشنغطون (بالإنجليزية: Washington County)‏ هي إحدى المقاطعات في ولاية إلينوي في الولايات المتحدة الأمريكية.